# Pteronotus quadridens
Pteronotus quadridens là một loài động vật có vú trong họ Mormoopidae, bộ Dơi. Loài này được Gundlach mô tả năm 1840.